# Колобан
Ры́нок Колоба́н (фр. Marché de Colobane) — крупнейший оптовый рынок Дакара, специализирующийся на продаже секонд-хенда из Европы и Северной Америки (преимущественно одежды и обуви). Расположен в центральной части города (рядом с Мединой и портом), занимает территорию одноимённого квартала. Основными покупателями являются бедные жители Дакара, а также торговцы, которые развозят товары с рынка в отдалённые районы Сенегала, Гамбии, Мавритании, Мали, Гвинеи, Гвинеи-Бисау, Либерии и Кот-д’Ивуара.
Кроме лавок и магазинов на рынке работает множество складов, мастерских, закусочных, пунктов обмена валют, аптек, есть заправочные станции, гостиницы, автобусная остановка и даже свои мечети (Mosquée Al Fallah de Colobane, Mosquée Colobane) и евангельская церковь. Наряду с продажей товаров на рынке распространён и обмен. Среди продавцов преобладают мужчины. На рынке Колобан доминируют представители мюридийского тариката (особенно среди выходцев из Тубы и деревень), сильны традиции землячеств.

## География
Рынок Колобан расположен в центральной части Дакара. С севера и северо-запада к рынку примыкают районы HLM и Гран-Дакар, с юго-запада и юга — районы Фасс, Медина и Гибралтар, с востока и юго-востока — промышленная зона и порт Дакара.
С севера рынок Колобан ограничен бульваром Канал VI (Boulevard Canal VI), с запада — бульваром генерала Де Голля (Boulevard du General de Gaulle), с юга — 37-й улицей (Rue 37), с востока — национальным шоссе № 1 (Route nationale 1), которое соединяет Дакар с городом Кидира на границе с Мали. Фактически рынок уже давно вышел за эти формальные границы, заняв соседние кварталы и улицы.

## История
Рынок открылся в 1963 году как площадка по продаже овощей и фруктов, застроенная деревянными киосками и прилавками. Ранее наиболее влиятельной общиной района Колобан были ливанцы, однако многие из них со временем эмигрировали из Сенегала. С 1980 года Колобан стал главным рынком Дакара про продаже секонд-хенда. В 1992 году рынок был перестроен: появились двухэтажные бетонные здания с магазинами и складами. В 1990-х годах управление рынком перешло специальному комитету, членов которого избирают торговцы.
Долгие годы из-за карманников и грабителей рынок имел плохую репутацию, однако в 2010-х годах торговцы совместно с полицией вынудили криминальные элементы отчасти уйти в тень.

## Структура
Рынок Колобан разделён на несколько секторов (кварталов) — одежды и обуви; тканей и белья; старьёвщиков; электроники и мобильных телефонов (в том числе ноутбуков, планшетов, аксессуаров и комплектующих); музыки, фото и фильмов; часов и очков; книг и канцтоваров (в том числе школьных учебников); авто и мотозапчастей; продуктов (в основном овощи, фрукты, масло, специи, рыба и мясо). На рынке работает более 2 тыс. магазинов, лавок и лотков, в которых занято свыше 4 тыс. постоянных торговцев (это без учёта работников мастерских и уличных торговцев; всего на Колобане трудоустроено свыше 24 тыс. продавцов различных категорий).
Вдоль 14-й улицы, которая пересекает рынок Колобан с севера на юг, сконцентрированы старьёвщики и торговцы одеждой, в секторе «Parc Daal» — торговцы поношенной обувью, на «Marché par terre» — торговцы школьными принадлежностями и книгами (в этом секторе около 150 лотков букинистов). В отдельном секторе продаются препараты народной медицины и различные амулеты, применяемые в ритуалах культа вуду (здесь корешками, листьями, порошками и настойками торгуют преимущественно иностранцы — выходцы из Мали и Нигера). Стационарные магазины продаются или сдаются в аренду, уличные торговцы освобождены от уплаты аренды.
Элитой рынка являются оптовики, получающие огромные партии тюков секонд-хенда из Европы, Северной Америки и Восточной Азии. Они сортируют товар по видам (джинсы, платья, футболки, рубашки и т. д.) и затем продают розничным торговцам. Вслед за оптовиками в рыночной иерархии идут владельцы магазинов, арендаторы магазинов, лотков и прилавком, внизу находятся уличные торговцы, продающие товары с рук или с земли. Наиболее ценятся одежда известных мировых брендов и недорогие мобильные телефоны.
Мастерские на рынке специализируются на переработке секонд-хенда: стирают, гладят и ушивают джинсы, футболки и рубашки, распускают на нитки старые свитеры и вяжут новые, ремонтируют обувь, кожаные сумки, чемоданы, старые мобильные телефоны, ноутбуки, игрушки, очки и часы, перерабатывают металлические и пластиковые бочки, стеклянные и пластиковые бутылки, алюминиевые банки. В «музыкальном» секторе пираты закачивают аудио и видео материалы на флешки или мобильные телефоны.

## Криминал
Рынок Колобан, а именно квартал вокруг торгового центра Шейха Ахмаду Бамба, является крупнейшим в Дакаре центром «чёрного рынка» и местом перепродажи краденных мобильных телефонов, компьютеров, драгоценностей. Молодые мужчины с рук перепродают краденное и при угрозе полицейской облавы моментально растворяются в толпе.